# Josip Zaffron
Josip Zaffron (26. června 1845 Korčula nebo Rose – 22. prosince 1910 Zadar) byl rakouský politik chorvatské národnosti z Dalmácie, na počátku 20. století poslanec Říšské rady.

## Biografie
Profesí byl advokátem v Korčule. Působil i politicky. Zasedal jako poslanec Dalmatského zemského sněmu, kde zastupoval kurii městskou, obvod Korčula. Koncem 19. století se uvádí jako umírněný národní chorvatský kandidát. Poslancem zemského sněmu byl za Národní stranu od roku 1889 do roku 1910.
Působil i jako poslanec Říšské rady (celostátního parlamentu Předlitavska), kam usedl ve volbách do Říšské rady roku 1901 za kurii nejvýše zdaněných v Dalmácii, obvod Šibenik, Berlicca, Knin.
Ve volbách v roce 1901 se uvádí jako chorvatský národní kandidát. V parlamentu pak usedl do Jihoslovanského klubu.
Zemřel v prosinci 1910.